# LiveMath
ЛајвМат (транскрибовано са енглеског: LiveMath) је рачунарски алгебарски систем доступан на многим рачунарским платформама укључујући Mac OS, Mac OS X (Карбон), Windows, Линукс (x86) и Соларис (SPARC). ЛајвМат је последње издање система чији је првобитни назив био Theorist, а био је коришћен на „класичном“ Макинтошу из 1989., а у међувремену је имао имена MathView и MathPlus године 1997. након што је продат компанији Waterloo Maple. Званично је добио име LiveMath након што је откупљен од стране својих корисника 1999. Тренутно овај систем поседује компанија MathMonkeys са седиштем у Кембриџу, држави Масачусетс. Цео ЛајвМат пакет садржи LiveMath Maker, главну апликацију, као и LiveMath Viewer за крајње кориснике и LiveMath Plug-In, ActiveX додатак за претраживаче.

## Опис
Лајвмат користи систем радних листова, слично као што то користе програми Mathematica и MathCAD. Корисник уноси једначине у радна поља и онда користи уграђене функције за њихово решавање, или за нумеричко смањвање. Радне свеске обично садрже неки број једначина подељених у одељке, заједно са подацима у табелама, графицима и сличним производима. За разлику од већине рачунарских алгебарских система, ЛајвМат користи пуно графичко корисничко сучеље са висококвалитетним графичким репрезентацијама једначина у сваком кораку, укључујући и унос.
ЛајвМат такође дозвољава корисницима интеракцију са једначинама унутар радног поља; на пример, инстанца {\displaystyle x} се може превући на леву страну једначине, при чему ће ЛајвМат аутоматски прерадити једначину и решити је по непознатој {\displaystyle x}. Системи за алгебарско решавање су релативно прости поредећи је са познатијим системима попут Математике, и не подржава исти тип аутоматизованог решавања из једног корака као остали пакети.